# Polytrichum manchuricum
Polytrichum manchuricum là một loài Rêu trong họ Polytrichaceae. Loài này được (Horik.) C. Gao & G.C. Zhang miêu tả khoa học đầu tiên năm 1983.